# Heather Richardson
Heather Richardson-Bergsma (High Point, 20 maart 1989) is een Amerikaans voormalig langebaanschaatsster. Tot aan haar huwelijk met langebaanschaatser Jorrit Bergsma in 2015 was zij bekend als Heather Richardson.

## Biografie
Richardson debuteerde in 2008 op wereldniveau en nam deel aan de Olympische Spelen 2010 in Vancouver, waar ze op de 1000 meter de negende plaats behaalde. In wereldbekerverband won ze veertien keer op deze afstand een wedstrijd en drie keer het eindklassement.
In het seizoen 2013 werd Richardson wereldkampioene sprint in Salt Lake City. Het seizoen erop eindigde ze als derde op dit kampioenschap.
Eind december 2012 scherpte ze haar sprinttijden op de 500 en 1000 meter aan waarmee ze toen het Amerikaanse record overnam van Chris Witty. Op 17 november 2013 nam Brittany Bowe het record op de 1000 meter van haar over middels het wereldrecord, Richardson klokte die dag de tweede tijd ooit op deze afstand. Een dag eerder had ze wel haar eigen persoonlijke en nationale record op de 500 meter verbeterd. Alleen Wang Beixing (met vijf honderdsten) en wereldrecordhoudster Lee Sang-hwa (36,36) waren destijds sneller. Het Amerikaanse 500 meter-record werd in 2021 verbroken door Erin Jackson.
De eerste 5 kilometer die ze reed op het WK Allround in Calgary bracht haar naar 7.20,27 wat zorgde voor een binnenkomst in de Adelskalender op plek 11. Op 12 april 2018 maakte ze bekend een pauze te nemen van minimaal twee jaar.
In het voorjaar van 2020 maakte Richardson-Bergsma bekend definitief te stoppen als professioneel schaatsster.

## Records

### Persoonlijke records
| Afstand    | Tijd    | Datum            | Baan           |
| ---------- | ------- | ---------------- | -------------- |
| 500 meter  | 36,90   | 16 november 2013 | Salt Lake City |
| 1000 meter | 1.12,28 | 26 februari 2017 | Calgary        |
| 1500 meter | 1.50,85 | 21 november 2015 | Salt Lake City |
| 3000 meter | 4.05,00 | 7 maart 2015     | Calgary        |
| 5000 meter | 7.20,27 | 8 maart 2015     | Calgary        |

### Wereldrecords
| Nr. | Afstand        | Tijd    | Datum              | Baan           |
| --- | -------------- | ------- | ------------------ | -------------- |
| 1.  | sprintvierkamp | 147,735 | 19/20 januari 2013 | Calgary        |
| 2.  | 2×500 meter    | 74,190  | 28 december 2013   | Salt Lake City |
| 3.  | 1000 meter     | 1.12,51 | 14 november 2015   | Calgary        |
| 4.  | 1500 meter     | 1.50,85 | 21 november 2015   | Salt Lake City |

#### Wereldrecords laaglandbaan (officieus)
| Nr. | Afstand    | Tijd    | Datum           | Baan      |
| --- | ---------- | ------- | --------------- | --------- |
| 1.  | 1000 meter | 1.14,00 | 3 november 2012 | Milwaukee |
| 2.  | 500 meter  | 37,24   | 9 januari 2015  | Milwaukee |

## Resultaten
| Jaar | WK Allround | WK Sprint | WK Afstanden                             | Olympische Spelen                                                 | Wereldbeker                                          | WK Junioren |
| ---- | ----------- | --------- | ---------------------------------------- | ----------------------------------------------------------------- | ---------------------------------------------------- | ----------- |
| 2008 |             | 25e       |                                          |                                                                   | 54e 500m                                             | 12e         |
| 2009 |             | 20e       | 16e 500m 15e 1000m                       |                                                                   | 28e 500m 22e 1000m                                   |             |
| 2010 |             |           |                                          | 6e 500m 9e 1000m 16e 1500m                                        | 09e 500m 09e 1000m                                   |             |
| 2011 |             | 4e        | 6e 500m · 1000m · 8e achtervolging       |                                                                   | 04e 500m · 0 1000m · 14e 1500m · 08e ploeg           |             |
| 2012 |             | 6e        | 4e 500m 4e 1000m 8e achtervolging        |                                                                   | 09e 500m · 0 1000m · 21e 1500m                       |             |
| 2013 |             | Goud      | 8e 500m 6e 1000m                         |                                                                   | 05e 500m · 0 1000m · 33e 1500m · 10e ploeg           |             |
| 2014 |             | Brons     |                                          | 8e 500m 7e 1000m 7e 1500m 06e achtervolging                       | 0 500m · 0 1000m · 17e 1500m · 07e achtervolging     |             |
| 2015 | 4e          | Zilver    | 500m · 1000m · 1500m                     |                                                                   | 500m · 5e 1000m · 1500m · 30e 3k/5k · 18e massastart |             |
| 2016 |             | Zilver    | 5e 500m · 1000m · 1500m · 13e massastart |                                                                   | 500m · 1000m · 1500m · 6e massastart                 |             |
| 2017 |             | Zilver    | 8e 500m · 1000m · 1500m · massastart     |                                                                   | 7e 500m · 1000m · 1500m · 12e massastart             |             |
| 2018 |             |           |                                          | 11e 500m · 8e 1000m · 8e 1500m · 11e massastart · 0 achtervolging | 21e 500m 9e 1000m 15e 1500m                          |             |